# ICC World Twenty20 2012

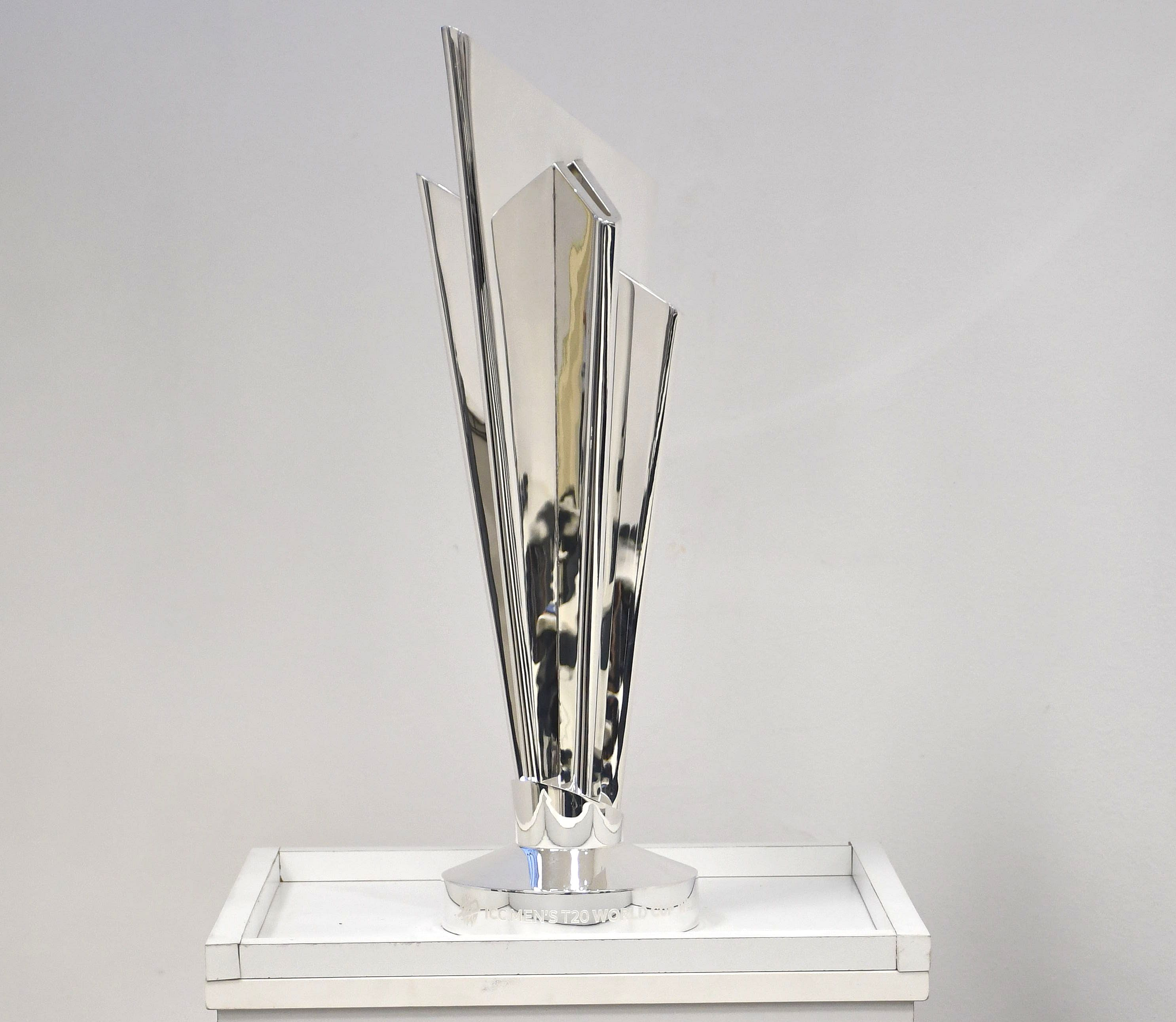
Die ICC World Twenty20 Trophy

Die ICC World Twenty20 2012 wurde vom 18. September bis zum 7. Oktober 2012 in Sri Lanka ausgetragen. Es war das vierte Weltmeisterschaftsturnier im T20I-Cricket, der vom Weltverband International Cricket Council (ICC) organisiert wird. Damals noch ICC World Twenty20 genannt, wird die Weltmeisterschaft seit dem Turnier 2021 als T20 World Cup bezeichnet. Das Turnier der Männer fand parallel mit dem Turnier der Frauen statt und sowohl die Halbfinals und das Finale wurden am selben Tag im selben Stadion ausgetragen. Es war die erste World Twenty20 in einem asiatischen Land.
Das Turnierformat von 2007, 2009 und 2010 blieb unverändert und zwölf Cricket-Nationalmannschaften nahmen an der ICC World Twenty20 2012 teil: Die damals zehn Test-Cricket-Länder (Australien, Bangladesch, England, Indien, Neuseeland, Pakistan, Simbabwe, Sri Lanka, Südafrika und die West Indies), zusammen mit den Gewinnern des World Twenty20 Qualifier 2012 (Afghanistan und Irland). Während der World Twenty20 2012 wurden 27 Spiele absolviert, darunter zwölf in der Vorrunde, zwölf in der Super 8 und drei in der Finalrunde, einschließlich des Finales. Die Mannschaften wurden in vier Gruppen zu je drei Teams eingeteilt, wobei jedes einmal gegen die anderen der Gruppe antrat. Die zwei besten Mannschaften jeder Gruppe qualifizierten sich für die Super 8. Dort wurden die Mannschaften in zwei Gruppen zu je vier Teams eingeteilt, wonach die vier besten Mannschaften das Halbfinale erreichten, dessen Gewinner im Finale aufeinandertrafen.
Australien, Pakistan, Sri Lanka und die West Indies erreichten das Halbfinale. Sri Lanka besiegte Pakistan und die West Indies Australien, wodurch im Finale der Gastgeber Sri Lanka auf die West Indies traf. Die West Indies gewannen das Finale gegen Sri Lanka im R. Premadasa Stadium in Colombo mit 36 Runs und damit ihren ersten internationalen Crickettitel seit der Champions Trophy 2004. Der Titelverteidiger England und Südafrika schieden in der Super 8 aus.

## Vergabe
Der International Cricket Council vergab die World Twenty20 2012 an Sri Lanka. Nach der Champions Trophy 2002 war es das zweite Cricketturnier, das komplett in Sri Lanka ausgetragen wurde.

## Teilnehmer
Die folgenden zwölf Mannschaften qualifizierten sich für die World Twenty20 2012: Australien, Bangladesch, England, Indien, Neuseeland, Pakistan, Simbabwe, Sri Lanka (Gastgeber), Südafrika und die West Indies qualifizierten sich als Vollmitglieder des International Cricket Council mit Test-Cricket-Status automatisch für die World Twenty20 2012. Afghanistan und Irland qualifizierten sich während des World Twenty20 Qualifier 2012. Demzufolge nahmen dieselben zwölf Mannschaften wie bei der World Twenty20 2010 an dem Turnier teil.
Die zehn Test-Nationen waren automatisch qualifiziert. Die letzten beiden Teilnehmer wurden in einem Qualifikations-Turnier ermittelt, dem ICC World Twenty20 Qualifier, das vom 13. bis 24. März 2012 in den Vereinigten Arabischen Emiraten ausgetragen wurde. Dabei traten 16 Mannschaften an, wobei sich dafür zehn Teams über regionale Qualifikationsturniere und sechs direkt auf Grund ihres ODI-Status qualifizierten. Durchsetzen konnten sich letztendlich Irland und Afghanistan, die somit an dem Hauptturnier teilnahmen. Somit qualifizierten sich für dieses Endrundenturnier die folgenden Mannschaften:

Teilnehmende Länder der World Twenty20 2012; insgesamt 26 Teams nahmen teil.
Gastgeber
Vollmitglieder des International Cricket Councils (ICC)
Qualifiziert über den World Twenty20 Qualifier 2012
Im Global Qualifier gescheitert
Im Regional Qualifier gescheitert
Keine Teilnahme

| Land        | Qualifikationsgrundlage       | Turnierteilnahme | Letztmalige Teilnahme | Bestes Ergebnis       |
| ----------- | ----------------------------- | ---------------- | --------------------- | --------------------- |
| Sri Lanka   | Gastgeber                     | Vierte           | 2010                  | Finalist (2009)       |
| Australien  | Vollmitglieder                | Vierte           | 2010                  | Finalist (2010)       |
| Bangladesch | Vollmitglieder                | Vierte           | 2010                  | Super 8 (2007)        |
| England     | Vollmitglieder                | Vierte           | 2010                  | Weltmeister (2010)    |
| Indien      | Vollmitglieder                | Vierte           | 2010                  | Weltmeister (2007)    |
| Neuseeland  | Vollmitglieder                | Vierte           | 2010                  | Halbfinale (2007)     |
| Pakistan    | Vollmitglieder                | Vierte           | 2010                  | Weltmeister (2009)    |
| Simbabwe    | Vollmitglieder                | Dritte           | 2010                  | Vorrunde (2007, 2010) |
| Südafrika   | Vollmitglieder                | Vierte           | 2010                  | Halbfinale (2009)     |
| West Indies | Vollmitglieder                | Vierte           | 2010                  | Halbfinale (2009)     |
| Afghanistan | World Twenty20 Qualifier 2012 | Zweite           | 2010                  | Vorrunde (2010)       |
| Irland      | World Twenty20 Qualifier 2012 | Dritte           | 2010                  | Super 8 (2009)        |

## Austragungsorte
Die Spiele wurden in drei Stadien ausgetragen, wobei das Stadion in Hambantota ausschließlich in der Vorrunde Verwendung fand.
| Colombo |

| Kandy |

| Hambantota |

| Colombo |

| Kandy |

| Hambantota |

## Format
Die World Twenty20 2012 wurde über 20 Tage zwischen zwölf verschiedenen Mannschaften über 27 Spiele ausgetragen. Sie begann am 18. September 2012 im Mahinda Rajapaksa International Stadium in Hambantota mit dem Eröffnungsspiel zwischen dem Gastgeber Sri Lanka und Simbabwe. Das Turnier endete am 7. Oktober im R. Premadasa Stadium in Colombo mit dem Finale zwischen Sri Lanka und den West Indies, wobei die West Indies die World Twenty20 2012 gewannen. Dasselbe Turnierformat kam bei den World Twenty20 2007, 2009 und 2010 zur Anwendung.

### Spielplan
Die nachfolgende Tabelle zeigt das tägliche Programm der World Twenty20 2012. Dabei steht ein violettes Kästchen für Vorrundenspiele, ein zyanblaues Kästchen für die Super 8, ein grünes Kästchen für Finalrundenspiele und ein gelbes Kästchen für das Finale.
| Vorrunde September        | Di. 18. | Mi. 19. | Do. 20. | Fr. 21. | Sa. 22. | So. 23. | Mo. 24. | Di. 25. |
| ------------------------- | ------- | ------- | ------- | ------- | ------- | ------- | ------- | ------- |
| Gruppe A                  |         | 1       |         | 1       |         | 1       |         |         |
| Gruppe B                  |         | 1       |         |         | 1       |         | 1       |         |
| Gruppe C                  | 1       |         | 1       |         | 1       |         |         |         |
| Gruppe D                  |         |         |         | 1       |         | 1       |         | 1       |
| Super 8 September/Oktober | Mi. 26. | Do. 27. | Fr. 28. | Sa. 29. | So. 30. | Mo. 1.  | Di. 2.  |         |
| Gruppe 1                  |         | 2       |         | 2       |         | 2       |         |         |
| Gruppe 2                  |         |         | 2       |         | 2       |         | 2       |         |
| Finalrunde Oktober        | Mi. 3.  | Do. 4.  | Fr. 5.  | Sa. 6.  | So. 7.  |         |         |         |
| Finalrunde                |         | 1       | 1       |         | 1       |         |         |         |

### Gruppen
| Gruppe A                   | Gruppe B                      | Gruppe C                     | Gruppe D                        |
| -------------------------- | ----------------------------- | ---------------------------- | ------------------------------- |
| England Indien Afghanistan | Australien West Indies Irland | Sri Lanka Südafrika Simbabwe | Pakistan Neuseeland Bangladesch |

Die Vorrunde war unter den Spielorten folgendermaßen aufgeteilt:
- Gruppe A: Colombo
- Gruppe B: Colombo
- Gruppe C: Hambantota
- Gruppe D: Pallekele

### Turniermodus
Die Vorrunde bestand aus vier Gruppen à 3 Teams, in der jeweils Jeder gegen Jeden ein Spiel absolvierte. Dabei gab es für die siegreiche Mannschaft zwei, für die unterlegene keine Punkte. Konnte kein Sieger festgestellt werden (beispielsweise durch Abbruchs wegen Regens) erhielten beide Mannschaften je einen Punkt. Falls nach den abgeschlossenen Innings beider Mannschaften beide die gleiche Anzahl von Runs erzielt hatten, folgte ein Super Over.
Die zwei ersten Mannschaften jeder Gruppe qualifizierten sich für die Zwischenrunde, die sogenannte Super 8, die abermals in Gruppen, dieses Mal zwei zu je vier Mannschaften, ausgetragen wurde. Daran anschließend qualifizierten sich wieder die ersten beiden Mannschaften einer jeden Gruppe für das Halbfinale, deren Sieger das Finale bestritten. Die Gruppeneinteilung der Super 8 und die entsprechenden Spielpaarungen bezogen sich auf die Setzlisten der Vorrunde, nicht auf die Platzierungen.

### Vorrunde und Super 8
Die World Twenty20 2012 wurde zwischen zwölf Nationalmannschaften ausgespielt. Für die Vorrunde wurden die Mannschaften in vier Gruppen zu je drei Mannschaften eingeteilt. In welche Gruppe jede Mannschaft eingeteilt wurde, wurde in der Auslosung festgelegt. Jede Mannschaft bestritt ein Spiel gegen jede andere seiner Gruppe. Für einen Sieg gab es zwei Tabellenpunkte, für ein Unentschieden oder No Result einen Punkt, für eine Niederlage keinen Punkt. Im Falle eines Unentschiedens (d. h. wenn beide Mannschaften dieselben Anzahl Runs am Ende ihrer jeweiligen Innings erzielt hatten), wurde das Spiel durch ein Super Over entschieden. Dies galt für alle Phasen des Turnieres. Hatten zwei Mannschaften dieselbe Anzahl an Tabellenpunkten, wurde der Tabellenrang anhand der Net Run Rate, gefolgt von der Net Bowl Rate und dem direkten Vergleich ermittelt.
Am Ende der Vorrunde qualifizierten sich die jeweils beiden besten einer Gruppe für die Super-8-Runde. In dieser wurden die acht Mannschaften in zwei Gruppen zu je vier Teams aufgeteilt, wobei jedes einmal gegen jedes andere der Gruppe antrat. Die Qualifikation erfolgte anhand derselben Kriterien wie in der Vorrunde.

### Finalrunde
Ab dieser Phase nahm das Turnier ein K.-o.-System an, für das sich die jeweils besten beiden Mannschaften einer Gruppe qualifizierten.

## Aufgebote und Statistiken
Die Aufgebote für das Turnier mussten die Mannschaften nach einer Fristverlängerung bis zum 24. August 2012 an den ICC melden. Der Spieler mit den meisten Runs war der Australier Shane Watson mit 249 Runs in sechs Spielen. Die höchste Einzelleistung in einem Spiel wurde durch den Neuseeländer Brendon McCullum mit 123 Runs im Spiel gegen Bangladesch erreicht. Die meisten Wickets als Bowler erreichte der Sri-lankische Spieler Ajantha Mendis mit 15. Er erreichte mit 6 Wickets bei nur 8 Runs die beste Einzelleistung gegen Simbabwe.

## Schiedsrichter
Für das Turnier wurden 13 Schiedsrichter und drei Referees nominiert. Als Referee fungierten Javagal Srinath (Indien), Ranjan Madugalle (Sri Lanka) und Jeff Crowe (Neuseeland). Die 13 Schiedsrichter sind in der folgenden Tabelle aufgelistet:
| Name                  | Nation     | Status              |
| --------------------- | ---------- | ------------------- |
| Billy Bowden          | Neuseeland | Elite Panel         |
| Aleem Dar             | Pakistan   | Elite Panel         |
| Steve Davis           | Australien | Elite Panel         |
| Kumar Dharmasena      | Sri Lanka  | Elite Panel         |
| Marais Erasmus        | Südafrika  | Elite Panel         |
| Ian Gould             | England    | Elite Panel         |
| Tony Hill             | Neuseeland | Elite Panel         |
| Richard Kettleborough | England    | Elite Panel         |
| Nigel Llong           | England    | Elite Panel         |
| Asad Rauf             | Pakistan   | Elite Panel         |
| Simon Taufel          | Australien | Elite Panel         |
| Rod Tucker            | Australien | Elite Panel         |
| Bruce Oxenford        | Australien | International Panel |

## Kaderlisten
Die Mannschaften benannten die folgenden Kader vor dem Turnier.
| Twenty20 | Twenty20 | Twenty20 | Twenty20 |
| Afghanistan | Australien | Bangladesch | England |
| --- | --- | --- | --- |
| - Nowroz Mangal (K) - Karim Sadiq (K & wk) - Asghar Afghan - Dawlat Zadran - Gulbodin Naib (wk) - Hameed Hasan - Izatullah Dawlatzai - Javed Ahmadi - Mohammad Nabi - Mohammad Nasim Baras - Mohammad Shahzad (wk) - Najibullah Zadran - Samiullah Shinwari - Shafiqullah - Shapoor Zadran | - George Bailey (K) - Shane Watson (K) - Daniel Christian - Pat Cummins - Xavier Doherty - Ben Hilfenhaus - Brad Hogg - David Hussey - Michael Hussey - Glenn Maxwell - Clinton McKay - Mitchell Starc - Matthew Wade (wk) - David Warner - Cameron White                           | - Mushfiqur Rahim (K & wk) - Mahmudullah (VK) - Abdul Hasan - Abdur Razzak - Elias Sunny - Farhad Reza - Jahurul Islam - Junaid Siddique - Mashrafe Mortaza - Mohammad Ashraful - Nasir Hossain - Shafiul Islam - Shakib Al Hasan - Tamim Iqbal - Ziaur Rahman | - Stuart Broad (K) - Jonny Bairstow - Ravi Bopara - Tim Bresnan - Danny Briggs - Jos Buttler - Jade Dernbach - Steven Finn - Alex Hales - Craig Kieswetter (wk) - Michael Lumb - Eoin Morgan - Samit Patel - Graeme Swann - Luke Wright                       |
| Indien | Irland | Neuseeland | Pakistan |
| - Mahendra Singh Dhoni (K, wk) - Gautam Gambhir (K) - Ravichandran Ashwin - Lakshmipathy Balaji - Piyush Chawla - Ashok Dinda - Ravindra Jadeja - Zaheer Khan - Virat Kohli - Irfan Pathan - Suresh Raina - Virender Sehwag - Rohit Sharma - Harbhajan Singh - Yuvraj Singh - Manoj Tiwary | - William Porterfiel (K) - Kevin O’Brien (VK) - Alex Cusack - George Dockrell - Trent Johnston - Nigel Jones - Ed Joyce - Tim Murtagh - Niall O’Brien (wk) - Boyd Rankin - Max Sorensen - Paul Stirling - Stuart Thompson - Andrew White - Gary Wilson (wk)                         | - Ross Taylor (K) - Brendon McCullum (VK & wk) - Doug Bracewell - James Franklin - Martin Guptill - Ronnie Hira - Nathan McCullum - Kyle Mills - Adam Milne - Rob Nicol - Jacob Oram - Tim Southee - Daniel Vettori - BJ Watling (wk) - Kane Williamson        | - Mohammad Hafeez (K) - Abdul Razzaq - Asad Shafiq - Imran Nazir - Kamran Akmal (wk) - Mohammad Sami - Nasir Jamshed - Raza Hasan - Saeed Ajmal - Shahid Afridi - Shoaib Malik - Sohail Tanvir - Umar Akmal - Umar Gul - Yasir Arafat                         |
| Simbabwe | Sri Lanka | Südafrika | West Indies |
| - Brendan Taylor (K & wk) - Elton Chigumbura - Graeme Cremer - Craig Ervine - Kyle Jarvis - Hamilton Masakadza - Stuart Matsikenyeri - Christopher Mpofu - Forster Mutizwa - Richard Muzhange - Ray Price - Vusi Sibanda - Prosper Utseya - Brian Vitori - Malcolm Waller                  | - Mahela Jayawardene (K) - Angelo Mathews (VK) - Dinesh Chandimal - Akila Dananjaya - Tillakaratne Dilshan - Shaminda Eranga - Rangana Herath - Nuwan Kulasekara - Lasith Malinga - Ajantha Mendis - Dilshan Munaweera - Thisara Perera - Kumar Sangakkara (wk) - Lahiru Thirimanne | - AB de Villiers (K & wk) - Hashim Amla - Farhaan Behardien - Johan Botha - Francois du Plessis - JP Duminy - Jacques Kallis - Richard Levi - Albie Morkel - Morné Morkel - Justin Ontong - Wayne Parnell - Robin Peterson - Dale Steyn - Lonwabo Tsotsobe     | - Darren Sammy (K) - Dwayne Bravo (VK) - Samuel Badree - Darren Bravo - Johnson Charles - Fidel Edwards - Chris Gayle - Sunil Narine - Kieron Pollard - Denesh Ramdin (wk) - Ravi Rampaul - Andre Russell - Marlon Samuels - Lenl Simmons (wk) - Dwayne Smith |

## Aufwärmspiele
Wie vor großen Turnieren üblich, finden vor dem Turnier Aufwärmspiele für die Turnierteilnehmer statt, damit diese die Möglichkeit haben sich auf die Bedingungen einzustellen. Bei diesen trägt jede Mannschaft jeweils zwei Spiele aus, die in Stadien in Colombo stattfinden
| 13. September Scorecard | Colombo | Irland 181-5 (20)          | – | Simbabwe 127-8 (20) |
|                         |         | Irland gewinnt mit 54 Runs |   |                     |

| 13. September Scorecard | Colombo | West Indies 132-6 (20)          | – | Sri Lanka 135-1 (15.4) |
|                         |         | Sri Lanka gewinnt mit 9 Wickets |   |                        |

| 15. September Scorecard | Colombo | Afghanistan 209-7 (20)          | – | Sri Lanka A 158 (18.2) |
|                         |         | Afghanistan gewinnt mit 51 Runs |   |                        |

| 15. September Scorecard | Colombo | Australien 139-6 (20)          | – | Neuseeland 83 (17) |
|                         |         | Australien gewinnt mit 56 Runs |   |                    |

| 15. September Scorecard | Colombo | Simbabwe 134-6 (20)               | – | Bangladesch 135-5 (18.2) |
|                         |         | Bangladesch gewinnt mit 5 Wickets |   |                          |

| 15. September Scorecard | Colombo | Indien 146-5 (20)          | – | Sri Lanka 120 (19.3) |
|                         |         | Indien gewinnt mit 26 Runs |   |                      |

| 17. September Scorecard | Colombo | England 172-6 (20)         | – | Australien 163-6 (20) |
|                         |         | England gewinnt mit 9 Runs |   |                       |

| 17. September Scorecard | Colombo | Irland 164-6 (20)         | – | Bangladesch 159-9 (20) |
|                         |         | Irland gewinnt mit 5 Runs |   |                        |

| 17. September Scorecard | Colombo | Südafrika 186-6 (20)         | – | Neuseeland 177-8 (20) |
|                         |         | Südafrika gewinnt mit 9 Runs |   |                       |

| 17. September Scorecard | Colombo | Afghanistan 122-7 (20)            | – | West Indies 125-2 (15.5) |
|                         |         | West Indies gewinnt mit 8 Wickets |   |                          |

| 17. September Scorecard | Colombo | Indien 185-3 (20)              | – | Pakistan 186-5 (19.1) |
|                         |         | Pakistan gewinnt mit 5 Wickets |   |                       |

| 19. September Scorecard | Colombo | England 111 (19.3)          | – | Pakistan 96-9 (20) |
|                         |         | England gewinnt mit 15 Runs |   |                    |

## Vorrunde
Die Gruppenzusammensetzungen wurden am 21. September 2011 bekanntgegeben.

### Gruppe A
| Gruppe A     | Sp. | S | N | NR | P | NRR    |
| ------------ | --- | - | - | -- | - | ------ |
| Indien (A2)  | 2   | 2 | 0 | 0  | 4 | +1.994 |
| England (A1) | 2   | 1 | 1 | 0  | 2 | +1.712 |
| Afghanistan  | 2   | 0 | 2 | 0  | 0 | −3.089 |

| 19. September Scorecard | Colombo | Indien 159-5 (20)          | – | Afghanistan 136 (19.3) |
|                         |         | Indien gewinnt mit 23 Runs |   |                        |

Afghanistan gewann den Münzwurf und entschied sich fürs Feldspiel. Afghanistan als Außenseiter hatte einen guten Start, als es Shapoor Zadran gelang die beiden Eröffnungs-Batsmen bis zum 4. Over aus dem Spiel zu nehmen. Dann jedoch schaffte es Virat Kohli 50 Runs zu erreichen, wobei Afghanistan mehrmals Bälle fallen ließ und so die Chance verpasste die Inder entscheidend zu schwächen. So gelang es Indien ein Ergebnis von 159 Runs zu erreichen. Afghanistan konnte in ihrem eigenen Innings das Spiel über lange Zeit offen halten. Ab dem 11. Over jedoch verloren sie viele Wickets in regelmäßigen Abständen und so war Mohammad Nabi der einzige, der außerhalb der ersten Reihe von Batsmen entscheidend Runs erzielen konnte. Als sein Wicket bei 31 erzielten Runs im 16. Over bei 119 Runs für Afghanistan fiel, war es für die verbliebenen Batsmen nicht mehr möglich die noch fehlenden Runs zu erzielen. Man of the Match wurde Virat Kohli.
| 21. September Scorecard | Colombo | England 196-5 (20)           | – | Afghanistan 80 (17.2) |
|                         |         | England gewinnt mit 116 Runs |   |                       |

Afghanistan gewann den Münzwurf und entschied sich mit dem Bowling zu beginnen. Zu Beginn des englischen Innings schien Afghanistan einen guten Start zu erwischen, als der englische Eröffnungs-Batsmen Craig Kieswetter schon im ersten Over sein Wicket verlor. Der als dritter Batsmen dann hineinkommende Luke Wright sorgte dann jedoch ab dem vierten Over dafür, dass England die Oberhand gewann. Seine Partner verloren insgesamt vier Wickets, doch Wright schaffte es bis zum letzten Ball im Spiel zu bleiben und erzielte insgesamt 99 Runs. Afghanistan tat sich in seiner Antwort sehr schwer. Schon früh wurden zahlreiche Wickets verloren, so dass Stuart Broad im sechsten Overs schon die Wickets vier und fünf erzielte. Ändern tat sich das erst, als Gulbodin Naib als Nummer acht aufs Feld kam. Ihm gelangen mit einer Konzentration auf Boundaries insgesamt 44 Runs und er war damit der einzige Spieler Afghanistans, der eine zweistellige Runzahl erreichte. Der Verlust seines Wickets im 18. Over beendete das Spiel. Man of the Match wurde der Engländer Luke Wright.
| 23. September Scorecard | Colombo | Indien 170-4 (20)          | – | England 80 (14.4) |
|                         |         | Indien gewinnt mit 90 Runs |   |                   |

England gewann den Münzwurf und entschied sich für das Feldspiel. Indien gelang ein guter Start in sein Innings. So war es zunächst Virat Kohli, der zusammen mit Gautam Gambhir in den ersten zehn Over Indien auf 80 Runs brachte. Dann jedoch viel sein Wicket und die Run Rate stabilisierte sich auf einem mittleren Niveau. Nach 119 Runs nach dem 16. Over und dem Verlust des Wickets von Gambhir war es vor allem Rohit Sharma der für Indien in den letzten Overn noch mal zulegte und Indien auf 170 Runs brachte. Die englische Antwort hatte vor allem mit dem starken Spin Bowling der Inder zu kämpfen. So war es alleinig Craig Kieswetter der mit seinen 35 Runs eine akzeptable Runzahl erreichte. Der Indische Bowler Harbhajan Singh erzielte vier Wickets bei nur 12 zugelassenen Runs. Acht Batsmen der Engländer schieden mit großteils niedrigen einstelligen Runzahlen aus, was dazu führte, dass England das für sich schlechteste Ergebnis eines Innings im Twenty20-Cricket erreichte, als es schon im 15. Over alle seine Spieler verloren hatte. Man of the Match war Harbhajan Singh.

### Gruppe B
| Gruppe B         | Sp. | S | N | NR | P | NRR    |
| ---------------- | --- | - | - | -- | - | ------ |
| Australien (B1)  | 2   | 2 | 0 | 0  | 4 | +2.184 |
| West Indies (B2) | 2   | 0 | 1 | 1  | 1 | −1.855 |
| Irland           | 2   | 0 | 1 | 1  | 1 | −2.092 |

| 19. September Scorecard | Colombo | Irland 123-7 (20)                | – | Australien 125-3 (15.1) |
|                         |         | Australien gewinnt mit 7 Wickets |   |                         |

Irland gewann den Münzwurf und entschied sich mit ihren Batsmen zu beginnen. Gleich mit dem ersten Ball gelang es dem Australier Shane Watson den irischen Kapitän William Porterfield zu überwinden. Auch die nächsten Wickets fielen recht schnell, so dass Irland bis zum 7. Over schon vier von ihnen verloren hatte. Erst mit den Brüdern Kevin und Niall O’Brien gelang es Irland auch über einen längeren Zeitraum Runs mit einem Partnership zu sammeln, nämlich insgesamt 52. Nachdem ihre beiden Wickets im 14. Over bei 85 bzw. 86 Runs für Irland fielen, gelang es den verbliebenen Batsman das Resultat noch auf 123 zu erhöhen. Bester Werfer für Australien war Shane Watson, dem drei Wickets gelangen. Er war es auch, der mit seinen 51 Runs als Eröffnungs-Batsmen Australien auf die Siegerstraße brachte. Zu dem Zeitpunkt, als er im 10. Over bei 91 Runs für Australien gehen musste, war das Spiel bereits so gut wie entschieden. Im 15. Over übertrief Australien bereits das Target von 123 Runs. Man of the Match war Shane Watson.
| 22. September Scorecard | Colombo | West Indies 191-8 (20)                      | – | Australien 100-1 (9.1/9.1) |
|                         |         | Australien gewinnt mit 17 Runs (D/L method) |   |                            |

West Indies gewann den Münzwurf und entschied sich mit dem Bat zu starten. Sie begannen stark, als Chris Gayle und Marlon Samuels jeweils mehr als 50 Runs erzielten. Jedoch gelang es Australien, vor allem dank zwei wichtigen Wickets von Shane Watson und drei von Mitchell Starc, das West Indies regelmäßig Wickets verlor. Das führte dazu, dass trotz der 191 Runs 8 Wickets am Ende des Innings angefallen waren. Die australische Antwort war durch einen Schnellstart von David Warner geprägt, der innerhalb von vierzehn Bällen 28 Runs erzielte, bis sein Wicket im 3. Over fiel. Bis zum 10. Over brachten Shane Watson und Michael Hussey Australien auf 100 Runs ohne ein weiteres Wicket zu verlieren. Dann setzte der Regen ein und Australien gewann via Duckworth-Lewis Method mit 17 Runs. Man of the Match war Shane Watson.
| 24. September Scorecard | Colombo | Irland 129-6 (19/19) | – | West Indies |
|                         |         | No Result            |   |             |

West Indies gewann den Münzwurf und entschied sich für das Feldspiel. Schon mit dem ersten Ball verlor der Ire William Porterfield sein Wicket. Anschließend kam Irland gut ins Spiel, wurde jedoch nach dem 5. Over durch Regen beim Stand von 33 Runs bei einem Wicket unterbrochen. Nach der Pause, nach der die Overzahl auf 19 pro Seite reduziert wurde, tat sich Irland deutlich schwerer. Man verlor in den beiden folgenden Overn jeweils ein Wicket und auch die Run Rate ging herunter. Davon erholte sich Irland nur langsam, konnte sich jedoch bis zum Ende des Innings bei drei weiteren verlorenen Wickets auf 129 Runs steigern. In der Inningspause begann es abermals zu regnen, woraufhin das Spiel abgebrochen werden musste. Als Konsequenz schied Irland auf Grund der höheren Niederlage gegen Australien aus.

### Gruppe C
| Gruppe C       | Sp. | S | N | NR | P | NRR    |
| -------------- | --- | - | - | -- | - | ------ |
| Südafrika (C2) | 2   | 2 | 0 | 0  | 4 | +3.598 |
| Sri Lanka (C1) | 2   | 1 | 1 | 0  | 2 | +1.852 |
| Simbabwe       | 2   | 0 | 2 | 0  | 0 | −3.624 |

| 18. September Scorecard | Hambantota | Sri Lanka 182-4 (20)          | – | Simbabwe 100 (17.3) |
|                         |            | Sri Lanka gewinnt mit 82 Runs |   |                     |

Simbabwe gewann den Münzwurf und entschied sich zunächst das Bowlen zu übernehmen. Für die Gastgeber erzielten zunächst Dilshan Munaweera und T.M. Dilshan zusammen die ersten 50 Runs. Zwischen dem 6. und 11. Over verlor Sri Lanka dann drei Wickets, bevor es dank der Leistung von Kumar Sangakkara und Jeevan Mendis, die zusammen 95 Runs erzielten, ihre Runzahl auf letztendlich 182 erhöhen konnten. Simbabwe gelang auch aufgrund ihrer Feldarbeit Sri Lanka nicht unter Druck zu setzen. Nach der Inningspause gelang dem simbabwischen Team ein ordentlicher Beginn, bevor Ajantha Mendis im fünften Over zwei Wickets gelang. Daraufhin verringerte sich die Runrate von Simbabwe deutlich. Weitere Doppelschläge von Jeevan Mendis im zehnten und abermals Ajantha Mendis im fünfzehnten Over entschieden das Spiel endgültig. Ajantha Mendis wurde mit seinen insgesamt 6 Wickets bei nur 8 zugelassenen Runs zum Man of the Match gewählt.
| 20. September Scorecard | Hambantota | Simbabwe 93-8 (20)               | – | Südafrika 94-0 (12.4) |
|                         |            | Südafrika gewinnt mit 10 Wickets |   |                       |

Südafrika gewann den Münzwurf und entschied sich mit dem Feldspiel zu beginnen. Die südafrikanischen Bowler schafften es, Simbabwe einen schweren Start zu verschaffen. Nach dem 5. Over hatten diese nur 17 Runs zu verzeichnen und schon 3 Wickets verloren. Erst Craig Ervine und Stuart Matsikenyeri schafften es im Spiel von Simbabwe Stabilität zu erzielen, als sie in ihrem Partnership 35 Runs erreichten. Dieses endete im zehnten Over, als der Südafrikaner Jacques Kallis, seine ersten beiden von insgesamt vier Wickets erzielte. Eine Steigerung war für Simbabwe anschließend nicht mehr möglich, so dass sie bei 93 Runs ihr Innings beendeten. Südafrika antwortete mit seinen beiden Eröffnungs-Batsmen Hashim Amla und Richard Levi. Den beiden gelang es bis zum 12. Over die Vorlage der Simbabwer einzuholen, ohne dass diese eine ernsthafte Chance auf ein Wicket erreichten. Damit war Simbabwe aus dem Turnier ausgeschieden. Man of the Match wurde Jacques Kallis.
| 22. September Scorecard | Hambantota | Südafrika 78-4 (7/7)          | – | Sri Lanka 46-5 (7/7) |
|                         |            | Südafrika gewinnt mit 32 Runs |   |                      |

Das Spiel musste auf Grund von Regenfällen mehrfach verschoben werden. Als die Bedingungen es erlaubten zu Spielen wurde das Spiel auf 7 Over pro Seite verkürzt. Sri Lanka gewann den Münzwurf und entschied sich mit dem Feldspiel zu beginnen. Auf Grund der geringen Overzahl ging Südafrika von Beginn an ein hohes Tempo. Sie verloren 4 Wickets und AB de Villiers war der Topscorer mit 30 Runs. Sri Lanka tat sich in seinem Innings deutlich schwerer, wodurch ihnen am Ende, in dem für den Turnierausgang bedeutungslosen Spiel, 32 Runs fehlten. Man of the Match war AB de Villiers.

### Gruppe D
| Gruppe D        | Sp. | S | N | NR | P | NRR    |
| --------------- | --- | - | - | -- | - | ------ |
| Pakistan (D1)   | 2   | 2 | 0 | 0  | 4 | +0.706 |
| Neuseeland (D2) | 2   | 1 | 1 | 0  | 2 | +1.150 |
| Bangladesch     | 2   | 0 | 2 | 0  | 0 | −1.868 |

| 21. September Scorecard | Kandy | Neuseeland 191-3 (20)          | – | Bangladesch 132-8 (20) |
|                         |       | Neuseeland gewinnt mit 59 Runs |   |                        |

Bangladesch gewann den Münzwurf und entschied sich mit dem Bowling zu beginnen. Neuseeland gewann schnell die Oberhand. Als im vierten Over Abdur Razzak den neuseeländischen Eröffnungs-Batsmen Martin Guptill schlug, kam Brendon McCullum ins Spiel. Dieser wiederum konnte durch Bangladesch nicht unter Kontrolle gebracht werden. Insgesamt erzielte er 123 Runs und stellte damit einen Rekord im Twenty20-Cricket auf. Sein Wicket verlor er jedoch mit dem letzten Ball des Innings, als Neuseeland 191 Runs vorgelegt hatte. Bangladesch tat sich anschließend deutlich schwerer. Vor allem die neuseeländischen Bowler Kyle Mills, dem drei Wickets in den ersten fünf Overs gelangen, und Tim Southee, dem ebenfalls drei Wickets gelangen, sorgten dafür, dass ihre Aufholjagd ohne Chance blieb. Einzig Nasir Hossain gelangen noch 50 Runs, aber Bangladesch blieb am Ende 59 Runs hinter Neuseeland zurück. Man of the Match wurde Brendon McCullum.
| 23. September Scorecard | Kandy | Pakistan 177-6 (20)          | – | Neuseeland 164-9 (20) |
|                         |       | Pakistan gewinnt mit 13 Runs |   |                       |

Pakistan gewann den Münzwurf und entschied sich mit seinen Batsmen zu beginnen. Dabei konnten sich vor allem Mohammad Hafeez und Nasir Jamshed mit einem Partnership von 76 Runs hervortun. Neuseeland gelang es erst ab dem 14. Over, als Hafeez ausschied, die Pakistaner zu stören. Wickets auch in den beiden folgenden Over brachten Pakistan jedoch nicht wirklich aus den Tritt und so kamen sie auf 177 Runs. Neuseeland versuchte in seiner Antwort Anschluss zu halten, verlor diesen jedoch zunächst, als die Eröffnungs-Batsmen nach dem 8. Over ausgeschieden waren. Brandon McCullum und Daniel Vettori erzielten ebenfalls zahlreiche Runs (48), jedoch bei einer niedrigeren Run Rate. Zum Ende des Innings gelang es Neuseeland, das Spiel noch einmal offen zu gestalten, jedoch mit dem Verlust des Wickets von Ross Taylor im vorletzten Over war diese Chance vertan. Bester Bowler Pakistans war Saeed Ajmal mit vier Wickets. Man of the Match war Nasir Jamshed.
| 25. September Scorecard | Kandy | Bangladesch 175-6 (20)         | – | Pakistan 178-2 (18.4) |
|                         |       | Pakistan gewinnt mit 8 Wickets |   |                       |

Bangladesch gewann den Münzwurf und entschied sich, mit seinen Batsmen anzufangen. Diese hatten einen guten Start, allerdings senke sich die Run Rate, nachdem die beiden Eröffnungs-Batsman nach dem sechsten Over ausgeschieden waren. Anschließend setzte der Bangladescher Shakib Al Hasan die Akzente, der insgesamt 84 Runs erzielte. Bester Bowler Pakistans war Yasir Arafat mit drei Wickets. Pakistan hatte 140 Runs zu erzielen, um sich für die nächste Runde zu qualifizieren. Dieses erreichten sie souverän. Bis zum vierzehnten Over dauerte es, bis Bangladesch ein Wickets gelang, wobei sie in diesem Over gleich beide Eröffnungs-Batsmen, Mohammad Hafeez mit 45 Runs und Imran Nazir mit 72 Runs, ausschalteten. Mehr Wickets gelangen nicht und so verlor Bangladesch das Spiel und schied aus. Man of the Match war Imran Nazir.

## Hauptrunde

### Super 8

#### Gruppe 1
| Gruppe 1    | Sp. | S | N | NR | P | NRR    |
| ----------- | --- | - | - | -- | - | ------ |
| Sri Lanka   | 3   | 3 | 0 | 0  | 6 | +0.998 |
| West Indies | 3   | 2 | 1 | 0  | 4 | −0.375 |
| England     | 3   | 1 | 2 | 0  | 2 | −0.397 |
| Neuseeland  | 3   | 0 | 3 | 0  | 0 | −0.169 |

| 27. September Scorecard | Kandy | Neuseeland 174-7 (20) / 7/1 (1) | – | Sri Lanka 174-6 (20) / 13/1 (1) |
|                         |       | Sri Lanka gewinnt im Super Over |   |                                 |

Neuseeland gewann den Münzwurf und entschied sich mit dem Bat zu beginnen. Den ersten vier der neuseeländischen Batsmen gelang es jeweils zweistellige Runzahlen zu erreichen. Am erfolgreichsten war davon Rob Nicol dem insgesamt 58 Runs gelangen. Ein Doppelschlag von Bowler Nuwan Kulasekara im 18. Over beendete jedoch diese Reihe und Neuseeland schaffte es nicht in der verbliebenen Zeit noch einmal zuzulegen. Sri Lanka begann ebenfalls stark mit seinen Eröffnungs-Batsmen Mahela Jayawardene und Tillakaratne Dilshan, die in ihrem Partnership 80 Runs erreichten. So war es vor allem Dilshan mit seinen insgesamt 76 Runs der Sri Lanka auf Siegkurs hielt. Jedoch nahm die Run Rate stetig ab und als Dlishan zu Beginn des 19. Over sein Wicket verlor, wurde es schwer für Sri Lanka. Nachdem sie mit dem vorletzten Ball ausgleichen konnten, benötigten sie noch mindestens einen Run vom letzten. Jedoch gelang es dem neuseeländischen Kapitän Ross Taylor den Ball von Lahiru Thirimanne beim fallenlassen gegen die Stumps zu lenken und einen Run Out damit zu erzielen. Damit stand das erste Super Over dieses Turniers an. Sri Lanka begann mit dem Bat und der neuseeländische Bowler Tim Southee ließ, neben 12 Runs auch zwei Wides zu. Neuseeland gelang es mit dem Bat nicht diese Runszahl zu erreichen, was Dilshan mit einem gefangenen vorletzten Ball von Martin Guptill besiegelte. Man of the Match war Tillakaratne Dilshan.
| 27. September Scorecard | Kandy | West Indies 179-5 (20)          | – | England 164-4 (20) |
|                         |       | West Indies gewinnt mit 15 Runs |   |                    |

West Indies gewann den Münzwurf und entschied sich mit dem bat zu beginnen. Ihr Eröffnungsduo Johnson Charles und Chris Gayle gelang bis zum 11. Over ein Partnership von 103 Runs. Die üblichen batsmen taten sich schwer und so war es Charles, der mit 84 Runs der Beste Scorer des Innings wurde. England tat sich in seiner Aufholjagd schwer. Zunächst verloren sie schon im ersten Over die Wickets von Craig Kieswetter und Luke Wright. Anschließend verpasste es Jonny Bairstow eine gute Runzahl zu erzielen. Als dieses Wicket nach dem zehnten Over fiel und erst 55 Runs für England zu Buche standen, erhöhte der neu hineinkommende Eoin Morgan das Tempo und brachte England mit seinen 71 Runs noch einmal heran. Es reichte jedoch nicht und so gewann West Indies mit 23 Runs. Man of the Match war Johnson Charles.
| 29. September Scorecard | Kandy | Neuseeland 148-6 (20)         | – | England 149-4 (18.5) |
|                         |       | England gewinnt mit 6 Wickets |   |                      |

Neuseeland gewann den Münzwurf und entschied sich mit dem Bat zu beginnen. Die neuseeländischen Batsmen verloren bis zum vierten Over durch Steven Finn zwei Wickets und erreichten zunächst nur eine mittlere Run Rate. Es dauerte bis zu ihrem sechsten Batsmen im 12. Over, James Franklin, bis sie sich steigern konnten. Dieser erreichte 50 Runs und so kam Neuseeland insgesamt auf 148 Runs. Englands Antwort wurde geprägt durch Luke Wright, der mit seinen 76 Runs einen großen Anteil am Gewinn des Spiels trug. Neuseeland gelang es nicht ihn entscheidend zu stören und so gelang ihm mit Eoin Morgan ein Partnership mit 86 Runs. Damit hielt sich England die Chance auf das Halbfinale offen. Man of the Match war Luke Wright.
| 29. September Scorecard | Kandy | West Indies 129-5 (20)          | – | Sri Lanka 130-1 (15.2) |
|                         |       | Sri Lanka gewinnt mit 9 Wickets |   |                        |

West Indies gewann den Münzwurf und entschied sich mit seinen Batsmen zu beginnen. Die westindischen Eröffnungs-Batsmen hatten es zunächst schwer. Beide hatten bei nur 16 Runs in 5 Overn ihr Wicket verloren. Es waren dann Marlon Samuels mit 50 Runs und Dwayne Bravo mit 40 Runs, die die West Indies ins Spiel brachten, jedoch blieb die Runzahl mit 129 Runs aufholbar. Das zeigte dann Sri Lanka in seiner Antwort, wobei vor allem Jayawardene mit 65 Runs hervorstach. Auch nach dem Verlust von Tillakaratne Dilshan im 3. Over gelang ihm zusammen mit Kumar Sangakkara die Runs bis zum 16. Over zu erspielen. Man of the Match war Mahela Jayawardene.
| 1. Oktober Scorecard | Kandy | West Indies 139 (19.3) / 19/0 (0.5) | – | Neuseeland 139-7 (20) / 17/0 (1) |
|                      |       | West Indies gewinnt im Super Over   |   |                                  |

Neuseeland gewann den Münzwurf und entschied sich mit dem Feldspiel zu beginnen. Ihnen gelang es die West Indies regelmäßig mit Wickets zu unterbrechen und damit zu kontrollieren. So war es alleine Chris Gayle, der 30 Runs erreichen konnte, wobei Doug Bracewell und Tim Southee jeweils drei Wickets gelangen. Das Ergebnis der West Indies, die im letzten Over all out gebowlt wurden, stieg auf 139 Runs, und galt für Neuseeland als einholbar. Diese hatten jedoch zunächst ihre Probleme, auch dank Bowler Sunil Narine, dem 3 Wickets gelangen. So hatten sie eine recht niedrige Run Rate und es dauerte bis zum vierten Batsman, Ross Taylor, der ihnen eine Chance ermöglichte die West Indies einzuholen. Jedoch gelang es Taylor, der insgesamt 62 Runs erreichte, und Bracewell im letzten Over nur 13 der benötigten 14 Runs zu erzielen und so ging es ins Super Over. Dort legte Neuseeland abermals dank Taylor eine gute Vorlage mit 17 Runs vor. West Indies gelang jedoch das Angriffsspiel von Southee zu durchbrechen und erzielte Gayle und Marlon Samuels in fünf Bällen 19 Runs. Man of the Match war Sunil Narine.
| 1. Oktober Scorecard | Kandy | Sri Lanka 169-6 (20)          | – | England 150-9 (20) |
|                      |       | Sri Lanka gewinnt mit 19 Runs |   |                    |

England gewann den Münzwurf und entschied sich für das Feldspiel. Sri Lanka gelang ein guter Start, der zunächst von Mahela Jayawardene mit seinen 42 Runs geprägt wurde. Bowler Graeme Swann gelang zu Beginn des 11. Overs ein Doppelschlag, der neben Jayawardene auch Kumar Sangakkara aus dem Spiel nahm. Stuart Broad gelang gleiches im 16. Over, doch Sri Lanka kam insgesamt auf 169 Runs. Die englische Antwort war von großen Problemen geprägt, für die vor allem Bowler Lasith Malinga verantwortlich war. Ihm gelangen insgesamt 5 Wickets. Allein Samit Patel gelang mit 67 eine hohe Runzahl, die jedoch nicht zum einholen der Vorgabe ausreichte. Man of the Match war Lasith Malinga.

#### Gruppe 2
| Gruppe 2   | Sp. | S | N | NR | P | NRR    |
| ---------- | --- | - | - | -- | - | ------ |
| Australien | 3   | 2 | 1 | 0  | 4 | +0.464 |
| Pakistan   | 3   | 2 | 1 | 0  | 4 | +0.273 |
| Indien     | 3   | 2 | 1 | 0  | 4 | −0.274 |
| Südafrika  | 3   | 0 | 3 | 0  | 0 | −0.421 |

| 28. September Scorecard | Colombo | Südafrika 133-6 (20)           | – | Pakistan 136-8 (19.4) |
|                         |         | Pakistan gewinnt mit 2 Wickets |   |                       |

Südafrika gewann den Münzwurf und entschied sich mit dem Bat zu beginnen. Dabei war der Start für sie nicht sonderlich gut. Nach dem 7. Over hatten sie schon drei Wickets eingebüßt, jedoch nur 31 Runs erzielt. Im 13. Over kam dann Kapitän AB de Villiers ins Spiel, der zusammen mit Jean-Paul Duminy das Spiel deutlich beschleunigte. Dennoch reichte es nur zu 133 Runs, da das Spin-Bowling der Pakistaner überlegen war. Die Antwort Pakistans begann zunächst ähnlich wie die der Südafrikaner. Sie verloren jedoch im 7. Over schon ihr viertes Wicket und die Run Rate flachte deutlich ab. Drei weitere Wickets führten zu einem Stand von 76/7 im 15. Over. Erst das partnerschip für das achte Wicket brachte dann die Entscheidung. Umar Akmal und Umar Gul erreichten zusammen 49 Runs in 4.3 Over und sorgten dafür, dass die Runs der Südafrikaner noch eingeholt wurden. Man of the Match war Umar Gul.
| 28. September Scorecard | Colombo | Indien 140-7 (20)                | – | Australien 141-1 (14.5) |
|                         |         | Australien gewinnt mit 9 Wickets |   |                         |

Indien gewann den Münzwurf und entschied sich mit dem Bat zu beginnen. Indien begann zunächst ordentlich, verlor dann aber immer weiter in ihrer Run Rate. Nachdem sie das 11. Over mit 76/4 beendeten, als Shane Watson ein Doppelschlag gelang, pendelte sich diese auf etwa 7 Runs per Over ein. Erst dem Partnership aus Suresh Raina und Ravichandran Ashwin gelang es mit ihren 33 Runs noch einmal die Runzahl deutlich zu erhöhen. Bei den Bowlern waren Pat Cummins mit 16 Runs für zwei Wickets und Shane Watson mit seinen 3 Wickets die entscheidenden Faktoren. In der Antwort Australiens gelang es den Indern nicht mit ihren Spinnern einen deutlichen Einfluss zu nehmen. So gelang den Eröffnungs-Batsmen Shane Watson und David Warner ein Partnership mit 133 Runs bis zum 14. Over. Dann verlor Watson sein Wicket, was jedoch keinen Einfluss mehr hatte. Man of the Match war Shane Watson.
| 30. September Scorecard | Colombo | Südafrika 146-5 (20)             | – | Australien 147-2 (17.4) |
|                         |         | Australien gewinnt mit 8 Wickets |   |                         |

Australien gewann den Münzwurf und entschied sich mit dem Feldspiel zu beginnen. Südafrika hatte zunächst Probleme ins Spiel zu kommen mit seinen Batsmen. Erst ab dem vierten Batsmen gelang es den Spielern ins Spiel zu kommen und Runs zu erzielen. Doch waren es die Bowler Xavier Doherty mit drei und Shane Watson mit zwei Wickets, die das Innings prägten. Die Antwort der Australier wurde von Shane Watson dominiert, dem insgesamt 70 Runs gelangen. Vor allem das Partnership mit Michael Hussey, das 99 Runs einbrachte war entscheidend, dass Australien im 18. Over das Spiel für sich entschied. Man of the Match war Shane Watson.
| 30. September Scorecard | Colombo | Pakistan 128 (19.4)         | – | Indien 129-2 (17.0) |
|                         |         | India gewinnt mit 8 Wickets |   |                     |

Pakistan gewann den Münzwurf und entschied sich mit seinen Batsmen zu beginnen. Ihnen gelang ein schneller Start mit 26 Runs in zwei Overn, jedoch nahm anschließend das Tempo deutlich ab. Den indischen Bowlern, vor allem Lakshmipathy Balaji (3 Wickets), Ravichandran Ashwin (2 Wickets) und Yuvraj Singh (2 Wickets), gelang es regelmäßig Wickets zu erzielen und viele Batsmen zu einer niedrigen strike rate zu zwingen. So endete das Innings bei 128 Runs im 20. Over mit dem Verlust des 10 Wickets. In der indischen Antwort gelang Pakistan zunächst ein früher Durchbruch, als Raza Hasan im zweiten ball des Innings Gautam Gambhir überwinden konnte. Der dann hineinkommende Virat Kohli erzielte jedoch 78 Runs und die zu erzielende Runszahl wurde nach 17 Overn erreicht. Man of the Match war Virat Kohli.
| 2. Oktober Scorecard | Colombo | Pakistan 149-6 (20)          | – | Australien 117-7 (20) |
|                      |         | Pakistan gewinnt mit 32 Runs |   |                       |

Australien gewann den Münzwurf und entschied sich mit dem Feldspiel zu beginnen. Pakistan musste schnell das Wicket von Mohammad Hafeez hinnehmen, so dass ihr Start eher mäßig verlief. Der dafür hineinkommende Nasir Jamshed gelangen jedoch insgesamt 55 Runs, so dass Pakistan mit letztendlich 149 Runs ein ordentliches Ergebnis erreichen konnte. Bester Bowler der Australier war dabei Mitchell Starc mit drei Wickets. Die Antwort der Australier begann zunächst gut, wurde aber auch hier durch das schnelle fallen der Wickets der Eröffnungs-Batsmen Shane Watson und David Warner durch Pakistan unter Kontrolle gebracht. Die meisten Runs gelangen noch Michael Hussey mit 54, die anderen Batsmen blieben jedoch eher schwach. Dies war vor allem den Bowlern Raza Hasan mit 2 Wickets bei einer Economy von 3,5 und Saeed Ajmal mit drei Wickets zu verdanken. So gelang es Australien nicht mehr den Vorsprung einzuholen. Man of the Match war Raza Hasan.
| 2. Oktober Scorecard | Colombo | Indien 152-6 (20)        | – | Südafrika 151 (19.5) |
|                      |         | Indien gewinnt mit 1 Run |   |                      |

Südafrika gewann den Münzwurf und entschied sich mit dem Feldspiel zu beginnen. Indien war auf Grund des Sieges Pakistans gezwungen hoch zu gewinnen um im Turnier zu bleiben und begann zunächst gut. Dann verloren sie jedoch vom vierten bis sechsten Over drei Wickets, was die Runs Rate erniedrigte. Zuletzt war es dann Suresh Raina, der Indien mit seinen 45 Runs in eine akzeptable Ausgangssituation brachte. Südafrika benötigte 122 Runs, um Indien aus dem Turnier zu werfen. So war es dann Faf du Plessis, der mit seinen 65 Runs einen großen Anteil daran hatte, dass dieses im 17. Over gelang. Entscheidende Wickets, die verhinderten, dass Südafrika das Spiel gewann, wurden durch Yuvraj Singh (2) erzielt, so dass Zaheer Khan und Lakshmipathy Balaji mit jeweils zwei ihrer 3 Wickets im 18. und 20. Over den Sieg Indiens mit einem Run durchsetzen konnten. Man of the Match war Yuvraj Singh.

### Halbfinale
| 4. Oktober Scorecard | Colombo | Sri Lanka 139-4 (20)          | – | Pakistan 123-7 (20) |
|                      |         | Sri Lanka gewinnt mit 16 Runs |   |                     |

Sri Lanka gewann den Münzwurf und entschied sich mit dem Bat zu beginnen. Mahela Jayawardene und Tillakaratne Dilshan eröffneten als Batsmen mit einem Partnership von 62 Runs die ersten 10 Over. Auch nach dem Ausscheiden der beiden bis zum 13. Over gelang es Sri Lanka konstant zu spielen und Pakistan nicht große Durchbrüche zu erzielen. Die pakistanische Antwort begann geordnet, wenn auch die Run Rate recht niedrig war und sie immer wieder mit Wicketverlusten zu kämpfen hatten. Rangana Herath gelang zu Beginn des 15. Overs ein Doppelschlag gegen Mohammad Hafeez, der 42 Runs erzielte, und Shahid Afridi. Insgesamt gelangen Herath 3 Wickets. Von da an gelang es Pakistan nicht mehr Sri Lanka ernsthaft zu gefährden, so dass sie ihr Ziel um 16 Runs verfehlten. Man of the Match war Mahela Jayawardene.
| 5. Oktober Scorecard | Colombo | West Indies 205-4 (20)          | – | Australien 131 (16.4) |
|                      |         | West Indies gewinnt mit 74 Runs |   |                       |

West Indies gewann den Münzwurf und entschied sich mit seinen Batsmen zu beginnen. Zu Beginn des West Indischen Innings gelang es den Australiern zunächst Eröffnungs-Batsmen Chris Gayle möglichst wenig zum Schlag kommen zu lassen. Die folge war eine mittlere Run Rate, so dass es nach 10 Overn 76 Runs bei zwei gefallenen Wickets stand. Im 15. Over begann Gayle dann zahlreiche Boundaries zu sammeln, was ihn zu 75 not out und seinem Team zu 205 Runs bei nur vier verlorenen Wickets verhalf. Beim australischen Innings war es zunächst Samuel Badree der die beiden Eröffnungs-Batsmen der Australier bis zum fünften Over entfernte. Anschließend vielen 3 Wickets innerhalb von zwei Overn, so dass es beim Stand für 46 Runs bei 6 gefallenen Wickets im 8. Over die Aufholjagd schon vorbei schien. George Bailey war es, der die Australier noch einmal ins Spiel brachte, mit schnellen 63 Runs, doch als sein Wicket und das von Pat Cummins im 14. Over fielen, war Australien ohne weitere Chance. Letztendlich fiel im 17. Over bei 131 Runs das letzte Wicket und die West Indies qualifizierten sich nach dem deutlichen Sieg für das Finale. Man of the Match war Chris Gayle.

### Finale
| 7. Oktober Scorecard | Colombo | West Indies 137-6 (20)          | – | Sri Lanka 101 (18.4) |
|                      |         | West Indies gewinnt mit 36 Runs |   |                      |

West Indies gewann den Münzwurf und entschied sich mit seinen Batsmen zu beginnen. Diese hatten zum Start große Probleme, als sie eine sehr schlechte Run Rate und das frühe Wicket von Johnson Charles hinnehmen mussten. Es dauerte bis zum 13. Over, bis die Batsmen ein Mittel fanden und die Runs zahlreicher wurden. Der erfolgreichste war Marlon Samuels, der insgesamt 78 Runs erzielte. Ajantha Mendis gelangen zwar 4 Wickets, jedoch erfolgten diese dann zu spät im Innings, so dass die West Indies doch noch 137 Runs erzielen konnten. Sri Lanka begann in seinem Innings stärker. Mahela Jayawardene erzielte 33 Runs und hatte mit Kumar Sangakkara ein Partnership von 42 Runs. Dessen Wicket fiel jedoch im 10. Over und anschließend waren die westindischen Bowler, allen voran Sunil Narine mit 3 Wickets, immer erfolgreicher. Das führte dazu, dass Sri Lanka die Run Rate zum Schluss nicht mehr steigern konnte und im vorletzten Over ihr letztes Wicket verloren. Damit gewann West Indies mit einem Vorsprung von 36 Runs gegen den Gastgeber und wurde Weltmeister. Man of the Match war Marlon Samuels.

## Statistiken

Ergebnis der World Twenty20 2012:
Sieger
Finalist
Halbfinalteilnahme
In der Super 8 ausgeschieden
In der Vorrunde ausgeschieden
Keine Teilnahme

Die folgenden Cricketstatistiken wurden bei dem Turnier erzielt.
| Twenty20s           | Twenty20s   | Twenty20s | Twenty20s | Twenty20s | Twenty20s | Twenty20s | Twenty20s | Twenty20s |
| Batting             | Batting     | Batting   | Batting   | Batting   | Batting   | Batting   | Batting   | Batting   |
| Spieler             | Mannschaft  | Spiele    | Innings   | Runs      | Average   | HS        | 100s      | 50s       |
| ------------------- | ----------- | --------- | --------- | --------- | --------- | --------- | --------- | --------- |
| Shane Watson        | Australien  | 6         | 6         | 249       | 49,80     | 72        | 0         | 3         |
| Mahela Jayawardene  | Sri Lanka   | 7         | 7         | 243       | 40,50     | 65*       | 0         | 1         |
| Marlon Samuels      | West Indies | 7         | 6         | 230       | 38,33     | 78        | 0         | 3         |
| Chris Gayle         | West Indies | 7         | 6         | 222       | 44,40     | 75*       | 0         | 3         |
| Brendon McCullum    | Neuseeland  | 5         | 5         | 212       | 42,40     | 123       | 1         | 0         |
| Bowling             |             |           |           |           |           |           |           |           |
| Spieler             | Mannschaft  | Spiele    | Overs     | Wickets   | Average   | BBI       | 5W        | 10W       |
| Ajantha Mendis      | Sri Lanka   | 6         | 24.0      | 15        | 9,80      | 6/8       | 1         | 0         |
| Shane Watson        | Australien  | 6         | 24.0      | 11        | 16,00     | 3/26      | 0         | 0         |
| Mitchell Starc      | Australien  | 6         | 24.0      | 10        | 16,40     | 3/20      | 0         | 0         |
| Lakshmipathy Balaji | Indien      | 4         | 12.0      | 9         | 9,77      | 3/19      | 0         | 0         |
| Sunil Narine        | West Indies | 7         | 24.4      | 9         | 15,44     | 3/9       | 0         | 0         |